# Liétor
Liétor er en by og kommune i det sydøstlige Spanien i provinsen Albacete. Den har et indbyggertal på 1.063 (2024) indbyggere.